# Xelokhóvskaia
Xelokhóvskaia (en rus: Шелоховская) és un poble de l'óblast d'Arkhànguelsk, a Rússia, segons el cens del 2012 tenia 521 habitants.